# Limonicola davila
Limonicola davila är en tvåvingeart som beskrevs av Charles L. Hogue 1982. Limonicola davila ingår i släktet Limonicola och familjen Blephariceridae.
Artens utbredningsområde är Colombia. Inga underarter finns listade i Catalogue of Life.